# كاينا من بحر الثلج العظيم
كاينا من بحر الثلج العظيم هو مسلسل أنمي ياباني أصلي قادم من تأليف تسوتومو نيهي. من المقرر عرضه على تلفزيون فوجي في يناير 2023.